# Blenkinsopp Castle
Blenkinsopp Castle (stavet som Blenkinsop i mange dokumenter) er ruinen af en herregård fra 1800-tallet, der har inkorporeret dele af et beboelsestårn fra 1300-tallet, der ligger ved Tipalt Burn omkring 2 km syd for Greenhead, Northumberland, England.
Det er en listed building af anden grad og et Scheduled Ancient Monument som en af de "overlevne beboelsestårne, der har bevaret signifikante middelalderlige dele".